# Tangent (muzyka)

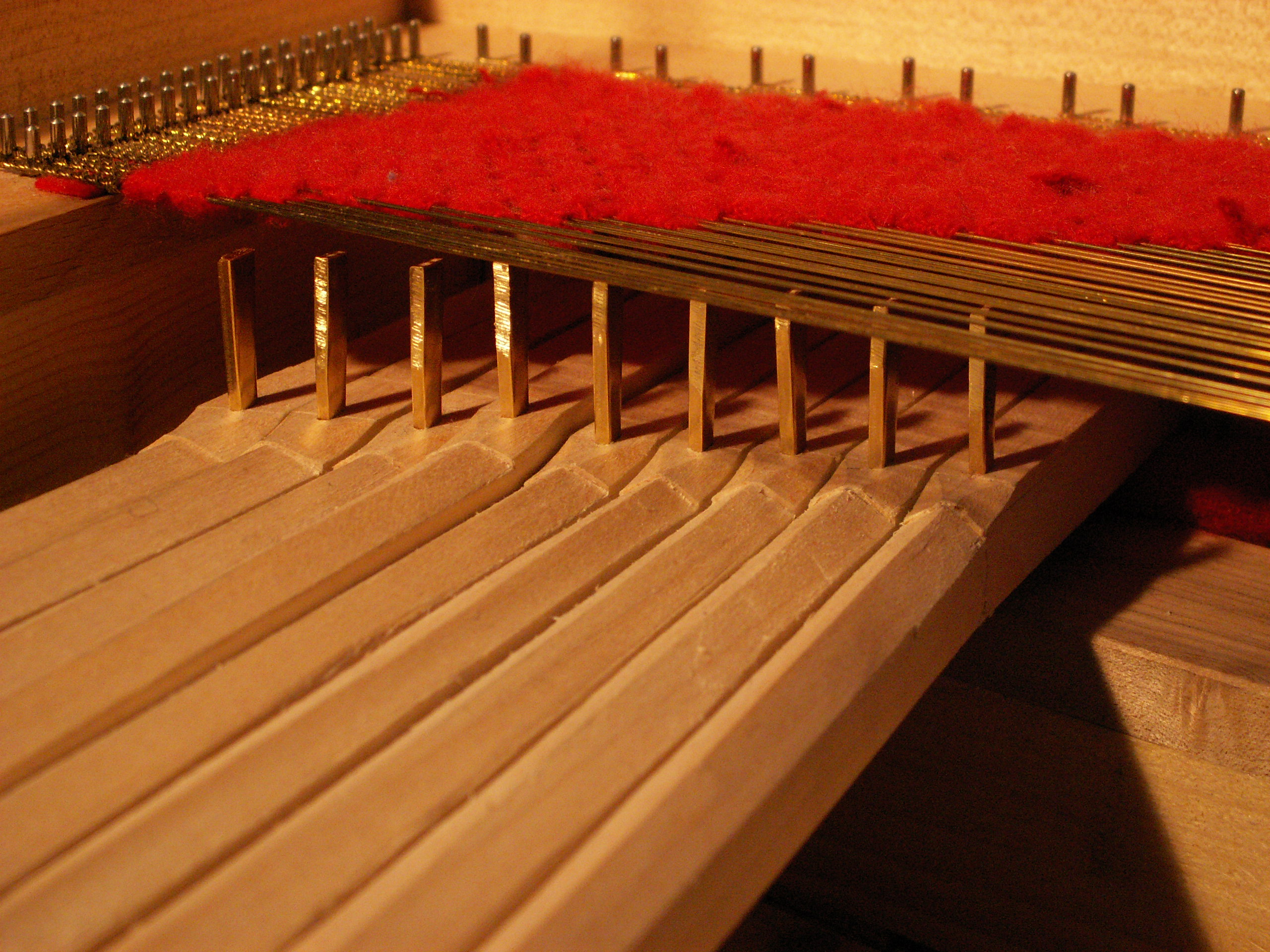
Tangenty w klawikordzie

Tangent – mosiężna płytka, umocowana na końcu dźwigni klawiszowej w klawikordzie, prostopadle do struny. Przyciśnięcie klawisza powoduje uderzenie tangentu w strunę. Pełni również funkcję progu, ponieważ w miejscu, które uderzy następuje skrócenie struny – podzielenie jej na dwa drgające odcinki, z których jeden jest tłumiony, celem uzyskania dźwięku o żądanej wysokości.